# Ереванский фестиваль анимационного кино 2011
РеАнимания-2011 — ежегодный открытый международный фестиваль анимационного кино проходивший в Армении осенью 2011 года.

## История
Третий открытый Ереванский международный анимационный кинофестиваль «РеАнимания» прошел с 14 по 19 сентября 2011 года в столице Армении Ереване. Оргкомитет фестиваля принял более 320 заявок, из которых для конкурсной программы отобрали лишь 165 картин представляющие 40 стран мира. Программа фестиваля в этом году была довольно насыщенной: ереванские премьеры, конкурсные программы, «Армянская палитра», детская программа, специальные показы, выставки, мастер-классы, лекции, показы под открытым небом. В первый раз в рамках фестиваля «РеАнимания» проводились курсы аниме. События на Ереванском международном фестивале освещались в эфире телеканала «Евроньюс». Показ конкурсных и внеконкурсных картин состоялся в столичном кинотеатре «Москва» и «Наири», в залах Кукольного театра им. О.Туманяна и Центре искусств «Нарекаци» и под открытым небом в парке влюбленных. Полуночный отдых гостей и участников конкурса проходил в окружении анимационных фильмов в The club.
Бастьен Дюбуа станет одним из почётных гостей «РеАнимании» этого года. Во время его визита в The club состоялся показ захватывающего короткометражного фильма «Мадагаскар. Дневник путешествия», отмеченного специальным призом конкурса «РеАнимания» в 2009 году, и номинированного на «Оскар» в 2011 году. В рамках фестиваля Дюбуа также выступит с лекцией перед аудиторией молодых армянских аниматоров.
В дни фестиваля зрителю были представлены ряд премьер, ретроспективные показы, лекции и мастер-классы, которые провели видные зарубежные специалисты. Среди них японский режиссёр Ёсихару Асино, автор нашумевшего мультфильма о Великой Отечественной войне «Первый отряд» В Ереване японский аниматор представил историю японской анимации и раскрыл профессиональные секреты работы над анимэ. Помимо Бастьена Дюбуа и Ёсихару Асино на "РеАниманию-2011″ прибыло 17 авторитетных анимационных мастеров из разных стран.

3-й по счету фестиваль «Реанимания» был направлен и на установление регионального сотрудничества в сфере анимационного киноискусства. Руководство фестиваля разработало программу для армяно-турецких творческих контактов. Был разработан совместный проект трех армянских и трех турецких аниматоров — режиссёров и продюсеров, работа которых будет проходить под руководством и председателя совета «РеАнимании» Макса Ховарда. Как отмечал директор фестиваля Вреж Касуни: 
Мы стремимся найти грани сотрудничества между отечественными и турецкими специалистами, сравнить наши возможности и сформировать точки творческого соприкосновения. На анимационной арене мы не знакомы друг с другом. Я лишь могу утверждать, что в Ереване много анимационных студий, которые неплохо оснащены, но большинство их сосредоточено на производстве рекламных роликов. Какова ситуация в турецкой анимации, мы узнаем, если сможем установить сотрудничество. Во всяком случае ясно одно: нереально сотрудничать с Голливудом и при этом не иметь коллег в регионе
Фестиваль анимационных фильмов был весьма насыщен конкурсами и выставками. Одна из них, под названием «Анимационные фильмы из Германии» открылась в преддверии фестиваля в Центре креативных технологий «ТУМО». Всего в экспозицию вошли 15 анимаций. Выставку представил немецкий специалист Йоханнес Уолтерс, мастер-классы с участием которого дополнили программу мероприятия в «ТУМО»

## Победители и лауреаты конкурса

### Лучший полнометражный фильм (игровой)
ГРАН ПРИ
- /  «Семь братьев» — Рита Нелимарка (en:Riitta Nelimarkka) (Франция / Финляндия)

Специальное упоминание жюри
- «Сын продавца оливок» — Матю Зейтинджиоглу (Франция)

### Лучший короткометражный фильм
ГРАН ПРИ
- «Мендельсон на крыше» — Жан Жак Пруне (fr:Jean-Jacques Prunes) (Франция)

специальное упоминание жюри
- «Луминария» — Хуан Пабло Зарамелла (Аргентина)

### Лучшая дипломная работа (лучший выпускной фильм)
ГРАН ПРИ
- «Четыре-пять-шесть» — Уей-Ченг Лин (Тайвань)

специальное упоминание жюри
- «Внутри» — Олена Потемкина (Украина)

### Лучший телевизионный/образовательный фильм
ГРАН ПРИ
- «Маленькие цыплята — цыплята кунг-фу» — Жан Люк Франсуа (Франция)

специальное упоминание жюри
- «Это по-китайски» — Изабель Ленобль (Франция)

### Приз детского жюри за лучший фильм
ГРАН ПРИ
- «И, и» — Мирай Мизу (Япония)

специальное упоминание жюри
- «Кот Баркли» — Чу Ли Уей (Тайвань)

## Другие призы
Лучшая музыка для кoроткометражного фильма
- «Связь снов» — Мартс Пажек (Польша)

специальное упоминание жюри
- «Бен Ора» — Никола Бианко (Франция)

специальное упоминание жюри
- «Олгштрассе 18» — Йорг Рамбаум (Германия)

Приз «Ucom»
- «Бай Бай» — Мкртчян Арег (Армения)

## Высказывания о фестивале
Вреж Касуни:
Цель нашего фестиваля — содействовать развитию анимационного искусства, дать возможность молодым армянским аниматорам вынести свою работу на международную арену